# Michele Richardson
Michele Richardson Armengol (Managua, 28 aprile 1969) è un'ex nuotatrice nicaraguense naturalizzata statunitense, medaglia d'argento negli 800 stile libero alle Olimpiadi di Los Angeles del 1984.

## Carriera
Nata in Nicaragua, appena quindicenne rappresentò gli Stati Uniti alle Olimpiadi di Los Angeles 1984, vincendo la medaglia d'argento negli 800 metri stile libero, terminando al secondo posto in 8:30.73, dietro alla compagna di squadra Tiffany Cohen.